# Герсеванов, Николай Михайлович
Николай Михайлович Герсева́нов (16 [28] февраля 1879, Тифлис — 20 января 1950, Москва) — российский учёный в области механики грунтов. Профессор, доктор технических наук, член-корреспондент Академии наук СССР (1939), лауреат Сталинской премии. Основатель русской и советской школ механики грунтов.

## Биография
Родился 16 (28) февраля 1879 года в Тифлисе. Происходил из русского дворянского рода грузинского происхождения Гарсевановых; его отец — действительный тайный советник, инженер Михаил Николаевич до 1883 года был главным инспектором гражданских сооружений на Кавказе. В 1887 году семья приехала в Санкт-Петербург, где Николай Михайлович получил среднее образование.

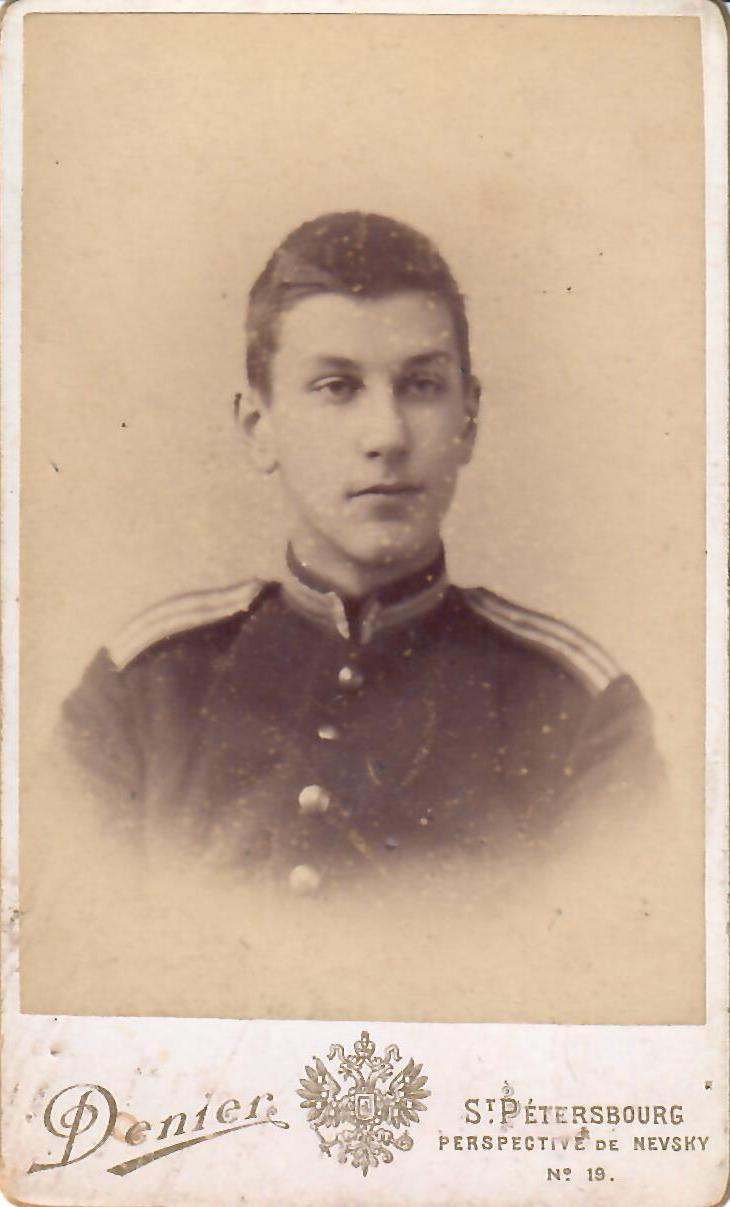
Николай Герсеванов в 1900-е гг.

В 1901 году окончил Институт инженеров путей сообщения и получил назначение в Седлец на должность производителя работ в Управление по сооружению железных дорог «Бологое — Седлец». Затем в течение 16 лет занимал такую же должность в Петербургском, Нарвском и Кронштадтском портах. В этот период под руководством Н. М. Герсеванова были выполнены крупные и ответственные работы, среди которых: механизированная отсыпка территорий; устройство глубоководных причалов; удлинение более чем на 3 км дамбы Морского канала; сооружение морского канала в Моонзунде.
В 1903 году стал преподавателем Петербургского института инженеров путей сообщения, а с 1907 года читал ещё лекции по курсу портовых сооружений в Петербургском политехническом институте.
Первым в России стал применять номограммы (1906). В 1914 году дал способ расчёта конструкций на сваях с большой свободной длиной, а в 1917 году — формулу для определения сопротивления свай по их отказу.
Во время Первой мировой войны направлен на строительство военно-морских сооружений.
В 1917 году был приглашён преподавателем математики во Таврический университет в Симферополе; с 1919 года — приват-доцент. В 1921 году читал курс гидротехнических сооружений в Тбилисском политехническом институте. В 1923 году возглавил кафедру портовых сооружений в Московском институте инженеров путей сообщения и утверждён в звании профессора.
В 1930 году профессор Н. М. Герсеванов перешёл на работу в сектор оснований Государственного института сооружений. Весной 1931 году по инициативе Герсеванова был создан Всесоюзный институт по сложным основаниям и фундаментам (ВИОС, ныне НИИОСП имени Н. М. Герсеванова). Н. М. Герсеванов был его директором (до 1950 года) и научным руководителем (до 1939 года) (в 1974 году институту было присвоено имя его основателя). Одновременно в 1933—1937 годах Герсеванов был профессором и начальником кафедры гидротехнических сооружений в Военно-транспортной академии РККА.

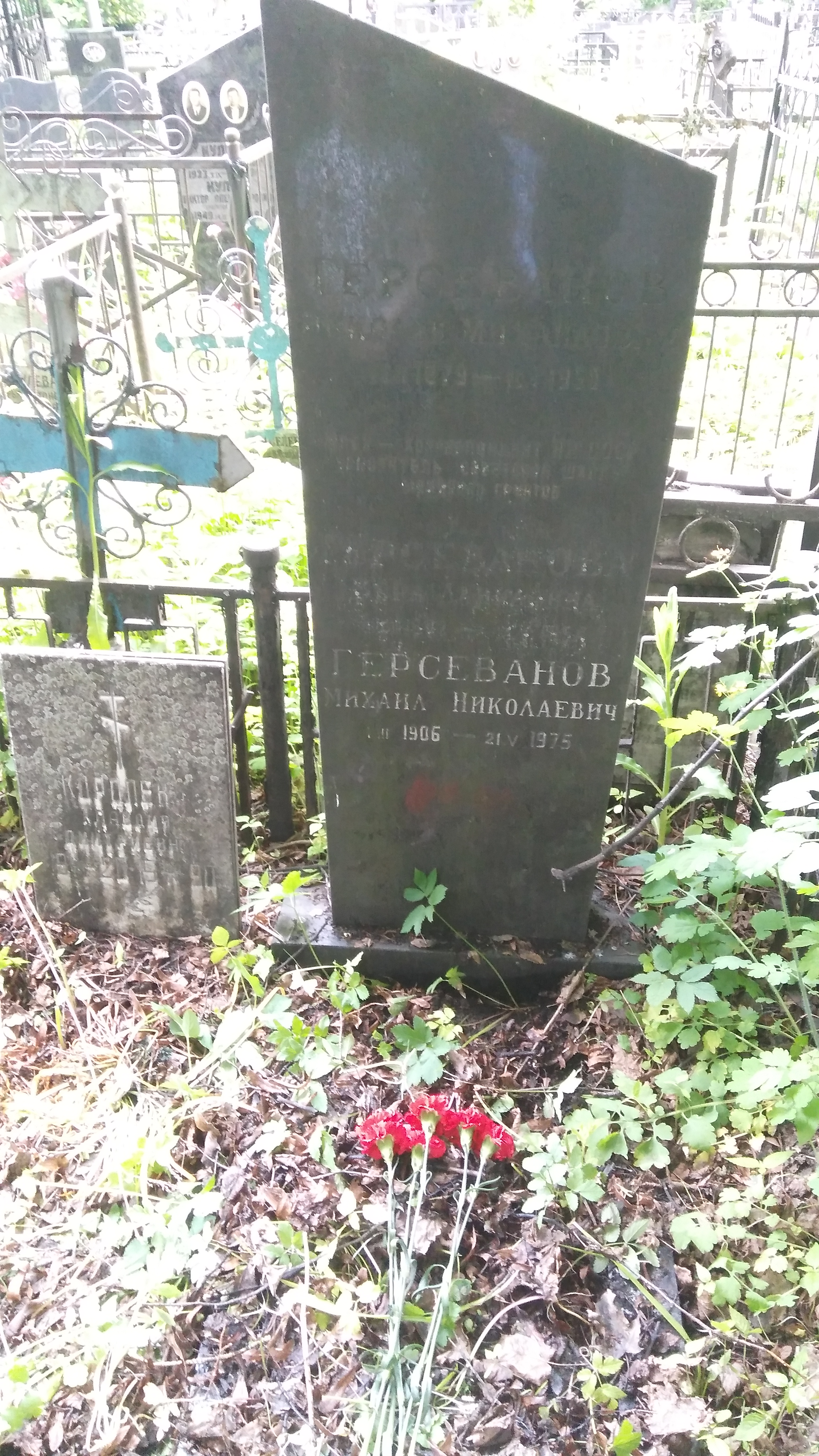
Могила Герсевановых
на Ваганьковском кладбище

Доктор технических наук (5 сентября 1935 года). Член-корреспондент АН СССР по отделению технических наук, по специальности «механика» (28 января 1939 года)
Умер 20 января 1950 года. Похоронен в Москве на Ваганьковском кладбище.

## Сочинения
Н. М. Герсеванов — автор многочисленных работ по механике грунтов и прикладной математике; среди них:
- Основания номографического исчисления с приложением их к инженерному делу, вып. 1—2. — СПб., 1906—1908;
- Об определении сопротивления свай по их отказу. — Петроград, 1917;
- Расчеты фундаментов гидротехнических сооружений на основании учёта деформаций построенных сооружений. — М., 1923;
- Основы динамики грунтовой массы. — М.—Л., 1937;
- Собр. соч., т. 1—2. — М., 1948;
- Теоретические основы механики грунтов и их практические применения. — М., 1948 (совм. с Д. Е. Польшиным).

## Награды и премии
- два ордена Трудового Красного Знамени (1943; 10.06.1945)
- медали
- заслуженный деятель науки и техники РСФСР (1936)
- Сталинская премия второй степени — за разработку и внедрение в практику новых методов строительства в условиях макропористых (лёссовидных) грунтов

## Память
Российское общество по механике грунтов, геотехнике и фундаментостроению в 1999 году учредило медаль имени Н. М. Герсеванова, которая ежегодно вручается учёным за выдающиеся заслуги в развитии науки о грунтах и фундаментостроении, в проектировании и строительстве.

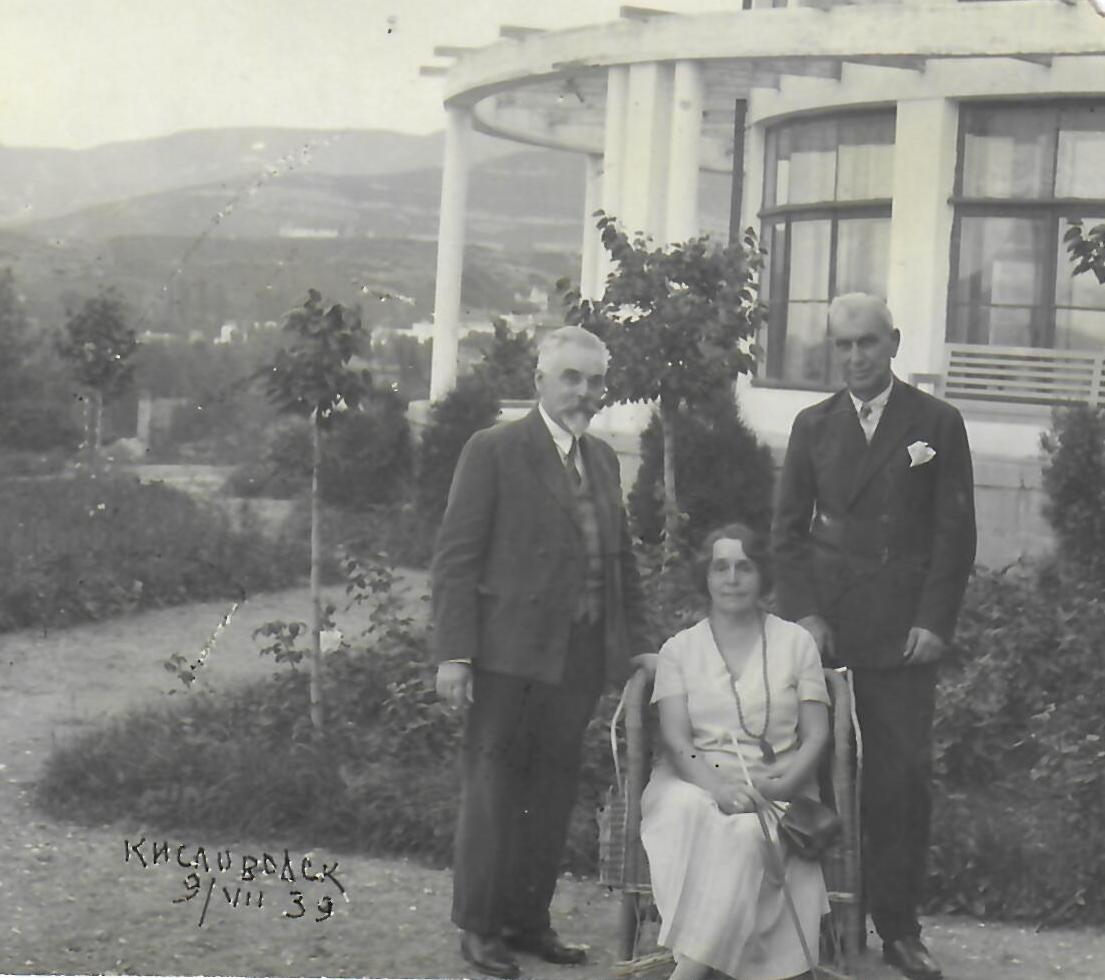
Супруги Герсевановы и И. И. Тимофеев (слева) (1939)

## Семья
Был женат с 12 ноября 1903 года на дочери действительного статского советника Вере Даниловне Мороз (1882—?); 16 февраля 1905 году у них родился сын Михаил.